# Fenolftaleïna

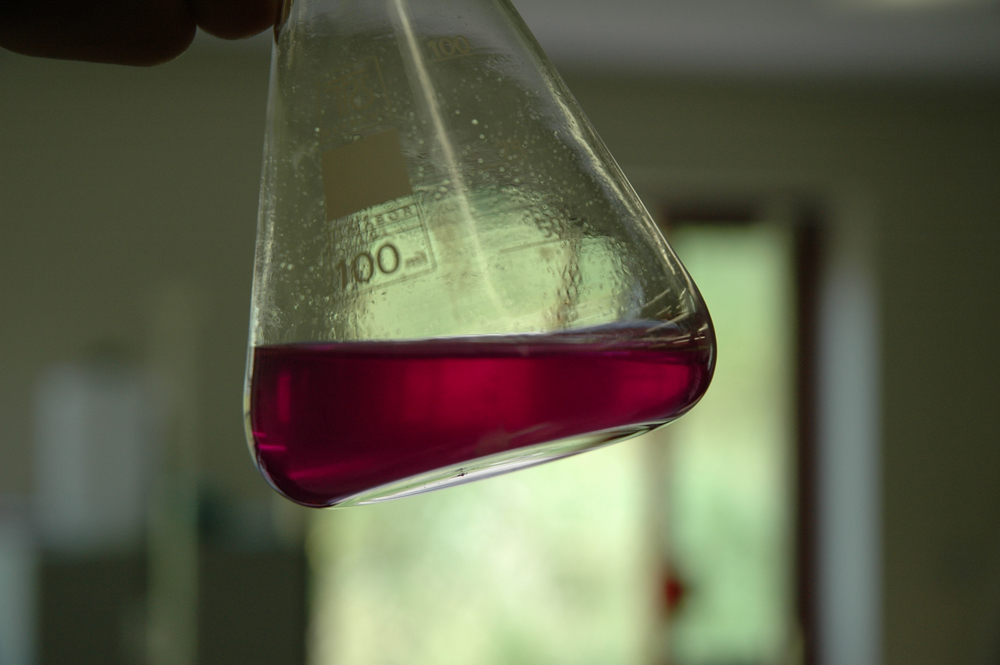
Fenolftaleïna en dissolució bàsica

La fenolftaleïna és un colorant del grup de les ftaleïnes, emprat en anàlisi química com a indicador de pH. En medi bàsic és d'un color rosat i en medi àcid és transparent. La fenolftaleïna es pot obtenir a partir de la reacció del fenol i l'anhídrid ftàlic en presència d'àcid sulfúric.